# Hirtshals Redningsstation
Hirtshals Redningsstation är en dansk statlig sjöräddningsstation i Hirtshals i Nordjylland.
Hirtshals Redningsstation inrättades 1890 i Lilleheden efter en appell till drottning Louise av fiskarhustrun Margarethe Gaardboe, som stationens räddningskryssare från 1990 fått sitt namn efter. Stationen ligger vid inseglingen till Hirtshals hamn och uppfördes 1984, med genomgripande renoverad 2009.
Den gamla räddningsstationen lades ned 1928, i samband med att Hirtshals Redningsstation fick sin första motorräddningsbåt 1929.
Hirtshals Redningsstation har den 23,3 meter långa räddningskryssaren Margarethe Gaardboe från 1989 och en 10,8 meter lång Fast Recue Boat, samt en modifierad terränggående Mercedes skåpbil. Sjöräddningskryssaren från 1989 är föråldrad, och Søværnet är 2022 sedan flera år tillbaka i en upphandlingsprocess för att köpa fem nya större sjöräddningsfartyg, varav ett för Hirtshals Redningsstation.
Stationen är bemannad med fyra heltidsanställda sjöräddare och elva deltidsanställda.

## RF 2:s förlisning
Den 1 december 1981 förliste räddningsfartyget RF2 strax utanför hamnen på väg tillbaka i storm efter ett uppdrag. Båten blev översköljd av en sjö och kantrade, varpå alla sex ombordvarande omkom. Denna olycka ledde till ändrade krav på nya danska räddningsbåtar, bland annat krav på separata maskinrum för båtarnas två motorer.

## Fartyg och fordon
- Räddningskryssaren Margarethe Gaardboe, tillverkad i Rudkøbing av Alusteel A/S (numera Neg Micon Steel A/S)
- Fast Rescue Boat 14, en Marine Partner Alutec 1070
- Mercedes IGL-Alhaut Allrad, en modifierad terränggående Mercedes-Benz Sprinter

### Räddningskryssaren Margarethe Gaardboe
- Varv: Alustål A/S, Rudkøbing
- Byggd: 1989
- Levererad: 1990
- Maskiner: Två MAN tolvcylindriga dieselmotorer
- Maskinstyrka: 1.000 kW
- Längd: 23,31 meter
- Bredd: 5,54 meter
- Djupgående: 1,60 meter
- Hastighet: 16 knop
- GT:77 ton
- Besättning: 4–6

### Tidigare Fast Rescue Boat 1 (2015)
- Varv: Marine Partner, Ålesund, Norge
- Vikt: 6 ton
- Material: Aluminium
- Längd: 10,78 meter
- Hastighet: omkring 45 knop
- Besättning: 4